# Sorin Mișcoci
Sorin Mișcoci (n. 7 februarie 1975, Sibiu) este un cameraman român la postul de televiziune Prima TV, răpit în Irak la 28 martie 2005 împreună cu jurnaliștii Ovidiu Ohanesian și Marie Jeanne Ion. Ei au fost eliberați la 22 mai 2005, chiar dacă cererea inițială a răpitorilor (Brigăzile Mouadh Ibn Jabal), și anume retragerea celor 860 de soldați români din Irak, nu a fost îndeplinită.